# Eurysolen
Eurysolen, monotipski biljni rod iz porodica medićevki smješten u tribus Pogostemoneae, dio potporodice Lamioideae. Opisan je 1898.  . Jedina vrsta je C. furcata, grmovita penjačica raširena od Yunnana na jug do Malezije. 

## Opis
Višegodišnja grmolika biljka zimzelenih šuma visine do 1,5 m. Čaška svjetlozelena, vjenčić bijel, donja usna trorežnjevita. Cvatnja prosinac-veljača; plodovi ožujak-lipanj.